# جوزایا تتنل
کمدور جوزیا تاتنال (به انگلیسی: Commodore Josiah Tattnall)(۹ نوامبر ۱۷۹۵ - ۱۴ ژوئن ۱۸۷۱) افسر نیروی دریایی آمریکا در طول جنگ ۱۸۱۲، جنگ دوم بربری و جنگ آمریکا و مکزیک بود. او بعداً در طول جنگ داخلی آمریکا در نیروی دریایی کنفدراسیون خدمت کرد.